# 14. Sinfonie (Mozart)
Die Sinfonie A-Dur Köchelverzeichnis 114 komponierte Wolfgang Amadeus Mozart im Jahr 1771 in Salzburg. Nach der Alten Mozart-Ausgabe trägt die Sinfonie die Nummer 14.

## Allgemeines

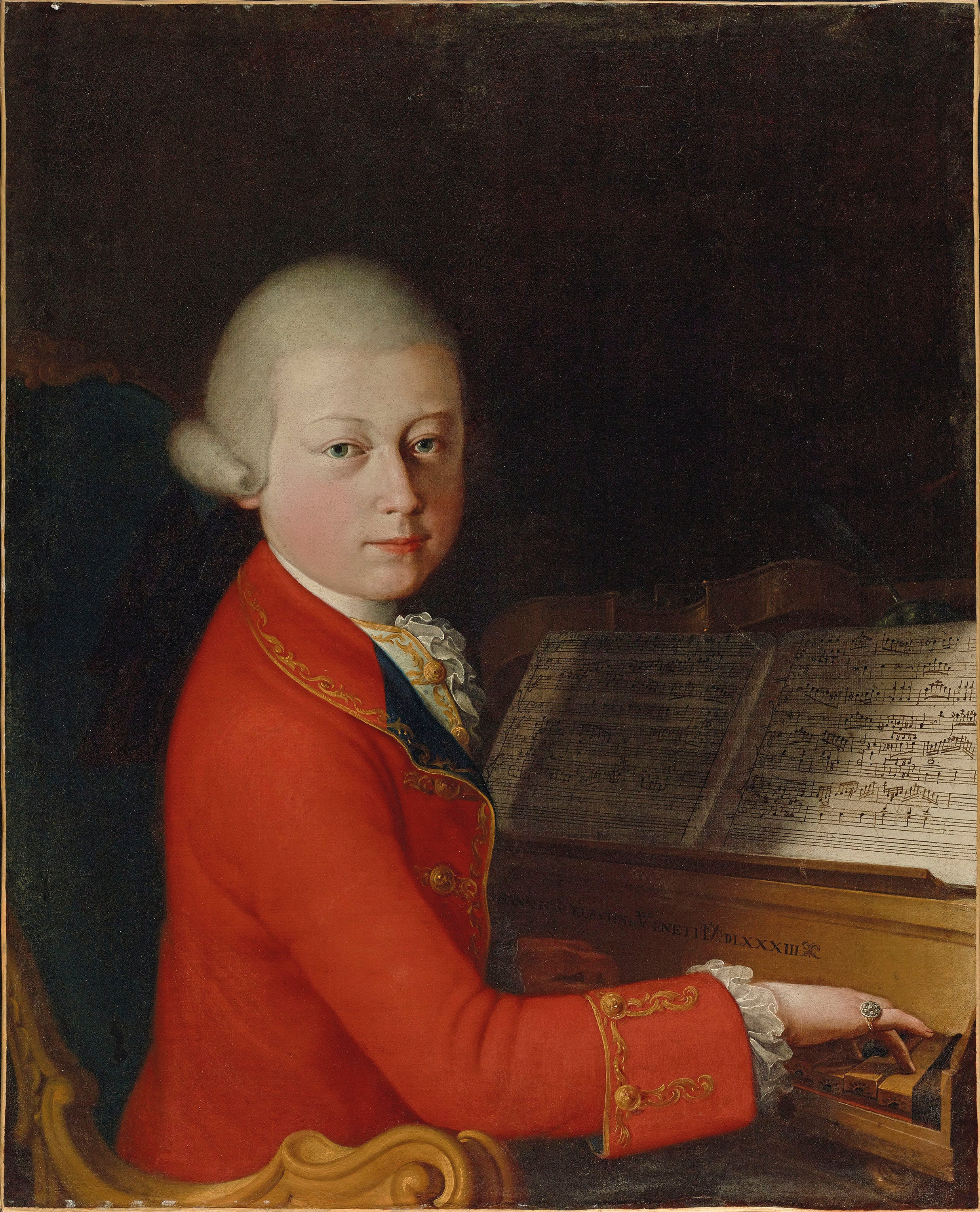
Gemälde Mozarts von Saverio dalla Rosa, Januar 1770

Im Vergleich zu den meisten von Mozarts früheren Sinfonien zeichnen sich die für 1771 sicher überlieferten Werke Köchelverzeichnis (KV) 110 (komponiert in Salzburg vor der zweiten Italienreise), KV 112 (komponiert in Mailand) und KV 114 (komponiert in Salzburg nach der zweiten Italienreise) dadurch aus, dass es sich um „ausgewachsene“ Konzertsinfonien mit einem Menuett und Wiederholungen der Hauptteile in den Ecksätzen handelt (vgl. bei KV 110).
Das Autograph der Sinfonie KV 114 ist vom 30. Dezember 1771 datiert. Kurz vorher, am Tag nach ihrer Rückkehr aus Italien (16. Dezember 1771), war der Salzburger Erzbischof Sigismund von Schrattenbach gestorben, der Mozarts „Wunderkind“ – Laufbahn wesentlich unterstützt hatte. Möglicherweise wollte Mozart mit KV 114 – auch vor dem Hintergrund der bevorstehenden Wahl des Nachfolgers des verstorbenen Erzbischofs – eine „Visitenkarte“ ablegen. Das Werk war bei Zeitgenossen vermutlich relativ populär, da mehrere deutsche und böhmische Abschriften existieren. Bernhard Paumgartner (1957) spricht von einer „zarte(n), manchmal verträumte(n)“ Sinfonie. Auch mehrere andere Autoren heben die Bedeutung der Sinfonie hervor, z. B. den „Ideenreichtum“ im Eröffnungssatz.

## Zur Musik
Besetzung: zwei Querflöte, zwei Oboen (diese nur im zweiten Satz), zwei Hörner in A, zwei Violinen, Viola, Cello, Kontrabass. In zeitgenössischen Orchestern war es zudem üblich, auch ohne gesonderte Notierung Fagott und Cembalo (sofern im Orchester vorhanden) zur Verstärkung der Bass-Stimme bzw. als Generalbass-Instrument einzusetzen.
Aufführungszeit: ca. 20 Minuten.
Bei den hier benutzten Begriffen der Sonatensatzform ist zu berücksichtigen, dass dieses Schema in der ersten Hälfte des 19. Jahrhunderts entworfen wurde (siehe dort) und von daher nur mit Einschränkungen auf die Sinfonie KV 114 übertragen werden kann. – Die hier vorgenommene Beschreibung und Gliederung der Sätze ist als Vorschlag zu verstehen. Je nach Standpunkt sind auch andere Abgrenzungen und Deutungen möglich.

### Erster Satz: Allegro moderato
A-Dur, 2/2-Takt (alla breve), 139 Takte
Die Audiowiedergabe wird in deinem Browser nicht unterstützt. Du kannst die Audiodatei herunterladen.
Der Satz beginnt mit einer liedhaften Melodie: im Vordersatz zunächst nur von den beiden Violinen piano vorgetragen, dann im Nachsatz vom ganzen Orchester forte wiederholt. Der dem Thema zugrunde liegende Achttakter ist nochmals in zwei deutliche Hälften gegliedert: Der erste Viertakter ist durch fallende Intervalle (Quarte und Quinte) gekennzeichnet, die dann im zweiten Viertakter von aufsteigenden Intervallen (Quinte und Oktave) „beantwortet“ werden. Als „Anhang“ des Themas spielen die Bläser ein kurzes fanfarenartiges Solo (Takt 16/17). Die Überleitung zum zweiten Thema (Takt 18–36) beginnt mit Tremolo und gebrochenen Akkorden auf A-Dur, greift dann mit charakteristischen Oktavsprüngen aufwärts die Motivik vom ersten Thema auf: ab Takt 22 als eintaktige Einheit zunächst in den Violinen, ab Takt 26 dann zweitaktig im Bass, hier rhythmisch unterstützt von den Hörnern.
Das zweite Thema (Takt 36–46), ein „weit ausladender Gedanke von betörender Eleganz“ in der Dominante E-Dur wird nur von den Streichern im piano mit imitatorischem Beginn (1. Violine – 2. Violine – Viola) vorgestellt. Die zweite Hälfte des Themas ist durch den Dialog der Violinen mit kurzen, abgesetzten Floskeln gekennzeichnet, der über Tonrepetition auf E in einen Fis-Dur – Septakkord mit Fermate mündet. Das Fis-Dur wirkt dominantisch zum H-Dur, mit dem die Schlussgruppe (Takt 47 ff.) in einer Figur mit großen Intervallsprüngen einsetzt. Nach zwei aufsteigenden „Anläufen“ der 1. Violine und der Schlusswendung mit Triller endet die Exposition in Takt 59.
In der Durchführung wird ein neues, zweitaktiges Terz-Motiv, das etwas an den „Anhang“ vom ersten Thema (Takt 16/17) erinnert, im piano imitatorisch durch die Instrumente (Flöten, Viola, Hörner) geführt. Über die anschließende Synkopen-Passage im forte erfolgt dann die Rückführung zur Reprise. Diese (Takt 80 ff.) ist wie die Exposition strukturiert. Exposition sowie Durchführung und Reprise werden wiederholt.

### Zweiter Satz: Andante
D-Dur, 3/4-Takt, 62 Takte, Oboen anstatt der Flöten, ohne Hörner
Die Audiowiedergabe wird in deinem Browser nicht unterstützt. Du kannst die Audiodatei herunterladen.
Das erste Thema des sanglichen Satzes mit „elegischen Charme“ wird im Vordersatz – ähnlich wie beim Allegro – nur von den Violinen im piano gespielt, wobei die Quarte abwärts zu Beginn auffällig ist. Im Nachsatz geben die Bläser mit Vorhalten in Terzen charakteristische „warme“ Farbtupfer. Über eine Triller-Floskel wechselt Mozart zur Dominante A-Dur, wo nun zwei weitere Motive (mit Auftakt und Echo: „zweites Thema“; mit Tonrepetition: „Schlussgruppe“) vorgestellt werden.
Der Durchführung ist durch ihre weit ausholende Melodielinie in gleichmäßiger, fließender und teilweise imitatorisch einsetzender Achtelbewegung gekennzeichnet, anfangs noch begleitet von der Quarte des ersten Themas. Die „Reprise“ (Takt 47 ff.) ist gegenüber der Exposition verkürzt: Das erste Thema wird nicht wiederholt und geht gleich in das Auftakt-Motiv („zweites Thema“) über. Beide Hauptteile des Satzes werden wiederholt.

### Dritter Satz: Menuetto
A-Dur, 3/4-Takt, 26 + 24 Takte (zweite Fassung)
Die Audiowiedergabe wird in deinem Browser nicht unterstützt. Du kannst die Audiodatei herunterladen.
Das Autograph der Sinfonie enthält zwei Menuette: das erste mit Oboen wurde durchgestrichen – „möglicherweise wegen der motivischen Nähe zum Beginn des Andante“ und durch ein neues, etwas längeres und „harmonisch wie satztechnisch“ anspruchsvolleres mit Flöten anstelle der Oboen ersetzt.
Das Menuett der zweiten Fassung beginnt mit einer kräftigen, aufsteigenden Melodie im Forte. Zu Beginn des zweiten Teils spielen nur die Violinen und die Viola, wobei die 2. Violine die 1. Violinstimme imitiert.
Das „phantasievolle“ Trio (in beiden Menuettfassungen beibehalten) steht in a-Moll und wird nur von den Streichern im Piano vorgetragen. Die stimmführende 1. Violine spielt eine Melodie mit „klagender“ Tonrepetition, begleitet von durchlaufenden Triolen der 2. Violine und stützenden Vierteln in Viola / Bass. Neal Zaslaw (1989) sieht hierin ironische Züge in Richtung auf Kirchenmusik.
Die Audiowiedergabe wird in deinem Browser nicht unterstützt. Du kannst die Audiodatei herunterladen.

### Vierter Satz: Molto allegro
A-Dur, 2/4-Takt, 174 Takte
Die Audiowiedergabe wird in deinem Browser nicht unterstützt. Du kannst die Audiodatei herunterladen.
Der schwungvolle, lebhafte Satz eröffnet mit drei Akkordschlägen im Forte, gefolgt von einer Trillerfloskel der Violinen im Piano. Diese viertaktige Phrase wird wiederholt, wobei die Trillerfloskel eine Terz nach oben verschoben ist (erstes Thema, Takt 1–8; ähnlicher Satzanfang beim Finale der kurz darauf komponierten Sinfonie KV 124). Der anschließende Abschnitt enthält eine wiederholte kadenzartige Abfolge von Akkorden (Tonika A-Dur – Subdominante D-Dur – Dominante E-Dur – A-Dur) mit Tremolo und virtuosen Sechzehntel-Läufe aufwärts. Möglicherweise besteht in dieser Akkordfolge eine Anspielung auf eine sog. „Bergamasca“ (ein Tanz oder Lied, bei der die Melodie über einer ständigen Abfolge dieser vier Akkorden gelegt wird). Das zweite Thema (Takt 28 ff., E-Dur, piano) mit wiegendem Charakter mit ist periodisch aufgebaut, wobei der viertaktige Vorder- und der sechstaktige Nachsatz jeweils wiederholt werden. Es ist damit deutlich länger als das mehr motivartige erste Thema. Die Schlussgruppe (Takt 48 ff.) wechselt wieder zum forte und stellt zwei kleinere Motive vor (das zweite im Dialog Flöten – Violinen), die durch eine Tremoloeinlage getrennt sind. Die Exposition endet in Takt 73.
Die Durchführung (Takt 74–101) enthält wie im Allegro neues Material: Zunächst ein Thema mit viertaktiger „Frage“ und dreitaktiger „Antwort“ sowie zweitaktigem Bläseranhang, das in E-Dur und A-Dur vorgetragen wird, gefolgt von einem viertaktigen Motiv mit großen Intervallsprüngen und Synkopenbegleitung. Die Reprise (Takt 102 ff.) ist ähnlich der Exposition aufgebaut mit leichten Veränderungen z. B. im zweiten Thema. Exposition sowie Durchführung und Reprise werden wiederholt.